# Зимовец, Виталий Андреевич
Вита́лий Андре́евич Зимове́ц (укр. Віталій Андрійович Зимовець; 3 июня 1939, Остёр — 9 ноября 2018, Киев) — советский и украинский кинооператор, заслуженный деятель искусств Украины (2003).
Окончил операторский факультет ВГИКа (1972).
С 1957 — механик, ассистент оператора, с 1973 — оператор-постановщик Киевской киностудии им. А. Довженко.

## Фильмография
- 1968 — «Слепой дождь…» (короткометражный)
- 1968 - Белые тучи
- 1969 — «Варькина земля»
- 1970 — «Голубое и зелёное» (короткометражный)
- 1971 — «Бумбараш»
- 1972 — «Пропавшая грамота»
- 1973 — «Не пройдет и года…»
- 1974 — «Марина»
- 1975 — «Небо-земля-небо»
- 1978 — «Подпольный обком действует»
- 1979 — «Ты только не плачь»
- 1980 — «Визит в Ковалёвку»
- 1980 — «Пора летних гроз»
- 1983 — «Климко»
- 1983 — «Счастье Никифора Бубнова»
- 1984 — «Володькина жизнь»
- 1985 — «Мужчины есть мужчины»
- 1987 — «Возвращение»
- 1987 — «Девятое мая» (короткометражный)
- 1988 — «Штормовое предупреждение»
- 1990 — «Мои люди»
- 1991 — «Казаки идут»
- 1991 — «Миленький ты мой…»
- 1994 — «Аксёнушка»
- 1995 — «Дорога на Сечь»
- 1996 — «Казнённые рассветы»
- 1998 — «Тупик»
- 2000 — «Потерянный рай»
- 2000 — «Непокорённый»
- 2004 — «Железная сотня»
- 2005 — «Происки любви»
- 2006 — «Другая жизнь, или Побег из того света»
- 2008 — «Хлеб той зимы»
- 2008 — «Владыка Андрей»
- 2009 — «День побеждённых»
- 2009 — «Третьего не дано»

## Награды
- 2003 — Заслуженный деятель искусств Украины
- 2004 — Фестиваль «Бригантина» в Бердянске — «Лучшая операторская работа» (фильм «Железная сотня»)[2]
- 2016 — Орден «За заслуги» ІІІ степени[3]